# إم جي-42
إم جي-42 (بالإنجليزية: MG 42)‏ هو رشاش صمم في ألمانيا النازية واستخدم على نطاق واسع من قبل فافن إس إس وفيرماخت حتى نهاية الحرب العالمية الثانية 
هو رشاش ألماني متعدد الأغراض طور وأدخل الخدمة في قوات الفيرماخت «قوة الدفاع» لألمانيا النازية، ومن ثم أعتمد كرشاش أغراض عامة قياسي لكافة فروع القوات المسلحة الألمانية.كان لهذا السلاح سمعة سيئة بين جنود قوى التحالف الذين اضطروا لمواجهة هذا السلاح الرهيب حيث كان له تأثير مدمر للمعنويات، فكان الجنود يصابون بصدمة نفسية عند سماعهم لصوت الرماية بهذا الرشاش الذي لم يعتادوا عليه، فبمعدل نيرانه الذي يمكن أن يصل في بعض النسخ إلى 1600 طلقة في الدقيقة، فكانت آذانهم لا تميز أصوات الطلقات بل صوتٌ عالٍ يشبه صوت تمزيق القماش أو المنشار الكهربائي من هذا جرى تسميته من قبل الجنود بمنشار العظام ومنشار هتلر والمنشار الصداح. وهذا ما أجبر قيادات جيوش التحالف إلى عرض تسجيلات للرماية بهذا الرشاش على الجنود للتخفيف من أثر الصدمة قبل إرسالهم للجبهات.

## مواصفات الرشاش
يعتبر رشاش إم جي 42 أحد أنجح أسلحة الحرب العالمية الثانية والتي أمتد تأثيرها على تطور صناعة السلاح إلى ما بعد الحرب بل وحتى فترة قريبة. وقد ورث رشاش إم جي 42 قصة نجاح سابقة حيث أعتمد في تصميمه وتطويره على سلفه الإم جي 34 والذي يعتبر من أوائل الرشاشات المتعددة الأغراض الحديثة والذي أعتمد كرشاش قياسي لقوات المشاة الألمانية منذ 1934 وحتى منتصف الحرب العالمية الثانية حيث تم استبداله تدريجياً بالرشاش الأحدث إم جي 42، فبالرغم من كون الإم جي 34 رشاش عملي وذو تصميم سابق لأوانه إلا أنه لم يصل لدرجة الكمال في نظر الخبراء الألمان حيث كان له بعض السلبيات المؤثرة فقد كان إنتاج هذا الرشاش يستنزف الموارد المالية ويستغرق وقت ثمين بالإضافة إلى حساسيته للأوساخ والأوحال، لذا ظهرت الحاجة إلى تطوير رشاش جديد بسيط سهل التصنيع وأرخص ثمناً يعتمد عليه في كافة الظروف وبمعدل نيران أكبر.
ولأجل معالجة هذه المشاكل أجريت مسابقة لاختيار بديل لرشاش إم جي 34 وذلك في عام 1937، وفي عام 1939 فاز في هذه المسابقة التصميم المقدم من شركة ميتال ولاكيرفارينفابريك يوهان غروسفوس المحدودة، وكان تصنيع التصميم الجديد يأخذ ساعات عمل تعادل نصف عدد الساعات التي يستغرقها تصنيع الرشاش القديم (إم جي 34) وخفض في تكلفة الإنتاج بما يعادل 25%. عمد في تصميم رشاش الأم جي 42 أن يكون مشابهاً لسلفه الأم جي 34 الذي تعود على استخدامه الجنود الألمان، وعلى الرغم من أن الإم جي 42 صنع من أجزاء معدنية رخيصة الثمن إلا أنه أثبت كفاءة عالية وقوة تحمل في لأقسى الظروف. انتهت التجارب على هذا الرشاش مع نهاية عام 1941 وأعتمد رسمياً وبدأ في تصنيعه بشكل كبير مع بداية العام الموالي.
بشكل عام كان رشاش إم جي 42 سلاحاً ناجحاً أستوفى الشروط والوظائف المطلوبة من رشاش أغراض عامة، فكان يستخدم كرشاش خفيف محول أو مرتكز على حامل بقائمتين، أو كسلاح متوسط موضوع على حامل لافيت ثلاثي القوائم، أو كمضاد للطائرات برشاش مفرد أو مزدوج، أو مثبتاً على القطع البحرية والسيارات والآليات العسكرية وحتى الدراجات النارية العسكرية.
معدل النيران العالي من أهم ميزات رشاش إم جي 42 وأيضاً يمكن اعتباره من أهم سلبياته، حيث يتم استهلاك مخزون الذخيرة في فترة قصيرة وأيضاً الحرارة العالية التي ينتجها هذا المعدل العالي (يمكن حل هذه المشكلة بالتغيير الدوري للسبطانة)، وأخيراً الاهتزاز العنيف الناتج عن هذه القوة النيرانية يقلل من دقة الإصابة للأهداف البعيدة (وفي هذه تتفوق النسخة الأقدم إم جي 34.
قرب نهاية الحرب العالمية الثانية وتحديداً في منتصف عام 1944 حصل استنزاف كبير لموارد الرايخ الثالث وتأثرت بذلك عجلة التصنيع الحربي ومن نتائج هذا الشح طورت نسخة جديدة لرشاش إم جي 42 أستخدم في تصنيعها معدن بجودة أقل وسميت النسخة الجديدة إم جي 42 في أو إم جي 45، ولم يقتصر التغيير على نوعية المعدن المستخدم بل وفي آلية عمل الرشاش حيث ابتكرت آلية عملية جديدة وهي آلية الارتداد المتأخر الدوار هذه التطور أثر على صناعة الأسلحة بعد الحرب وحتى في الأسلحة الحديثة كبندقية جي3 ومسدس بي 9 من إنتاج شركة هكلر وكوخ. وعند تجربة رشاش إم جي 45 أثبت كفاءة عالية لا وبل تفوق على رشاش إم جي 42 بخفة وزنه وتحقيقه لمعدل نيران أعلى، ولكن لم يكتب لمشروع هذه النسخة النجاح حيث انتهت الحرب بهزيمة ألمانيا ولم ينتج إلا عدد بسيط من النماذج الاختبارية.
مع نهاية الحرب وبداية بناء ألمانيا الجديدة حرص الحلفاء المنتصرون على تكوين قوة عسكرية ألمانية «أليفة» لا تمت بصلة للمؤسسة العسكرية النازية، حيث عمدوا إلى ترسيخ النظام الفدرالي وحرصوا على أن ينص الدستور الألماني على منع الدولة الألمانية من تكوين قوة عسكرية وأن تقع مسؤولية الدفاع عن ألمانيا على عاتق قوة الدفاع الفيدرالية (بوندزفير) التابعة للحكومة الفيدرالية. وفي إطار السعي لتسليح قوة البوندزفير اعتمدت نسخة جديدة لرشاش إم جي42 حملت اسم إم جي1 والتي تستخدم ذخيرة دول حلف الناتو القياسية هذه النسخة بدورها جرت عليها العديد من التعديلات على مر السنين لتصل إلى النسخة إم جي3 في أواخر الستينات.
..
وضع رشاش الأغراض العامة إم جي 42 نموذج أستلهم منه وأقتبس و«غنم» العديد من مصنعي الأسلحة في مختلف دول العالم لعل أبرز هذه الرشاشات التي «استلهمت» تصاميمها من رشاش إم جي42 الرشاش البلجيكي إف إن ماغ والرشاش الأمريكي إم 60 والرشاش الأسباني أميلي والرشاشان السويسريان سيغ إم جي 710 والرشاش إم جي 51 وغيرها.